# 沈應魁
沈應魁（1514年—？），字仲文，號冲玄，直隸蘇州府常熟縣（今江苏省常熟市）人，明朝政治人物。

## 生平
嘉靖十九年（1540年）庚子科應天府鄉試第八十五名舉人。嘉靖二十九年（1550年）中式庚戌科會試第一百五十二名，二甲第四十六名進士。授南京禮部主事，歷升郎中，官至廣西按察司僉事。三个月后，罢官归里，在宅闲居不出达20年。著有《江南日录》、《西湖揽胜》、《鸣缶礼部》。

## 家族
曾祖沈達，贈刑部主事；祖父沈海，號葵軒，泉州知府；父沈虞，號似葵，兵馬司指揮。母張氏；繼母程氏。慈侍下。兄沈應元（1511年-1569年），字子春，號巫磵，嘉靖庚子贡士，官陳州、趙州知州。弟應麒（监生）、应聘。